# Rose Creek (Lamar River)
Der Rose Creek ist ein etwa 10 km langer, rechter Nebenfluss des Lamar River im äußersten Nordwesten des US-Bundesstaates Wyoming. Er fließt auf seiner gesamten Länge durch den Yellowstone-Nationalpark.

## Verlauf
Der Rose Creek entspringt südwestlich des Mount Hornaday auf einer Höhe von etwa 2920 m in den nordwestlichen Absaroka Mountains im Norden des Yellowstone-Nationalparks. Er fließt zunächst nach Süden, bevor er sich nördlich des Druid Peak nach Westen wendet und mit starkem Gefälle bis hinab ins Lamar Valley verläuft. Dort passiert der Rose Creek die Lamar Ranger Station sowie die Lamar Buffalo Ranch und unterquert die Northeast Entrance Road (U.S. Highway 212). Er mäandriert noch für etwa einen Kilometer nach Westen und mündet nach nur etwa 10 km auf einer Höhe von 1988 m in den hier nach Nordwesten fließenden Lamar River, einige Kilometer oberhalb von dessen Mündung in den Yellowstone River. Der gesamte Flussverlauf befindet sich im Park County.

## Hydrologie
Der Rose Creek ist als Nebenfluss des Lamar River Teil des Einzugsgebietes des Yellowstone River, der über Missouri und Mississippi in den Golf von Mexiko entwässert. Das Einzugsgebiet des Rose Creek grenzt an die Einzugsgebiete von Soda Butte Creek im Osten, Lamar River im Südwesten sowie Hornaday Creek im Norden.

## Belege
1. ↑  Rose Creek. In: Geographic Names Information System. United States Geological Survey, United States Department of the Interior (englisch).